# 羅振邦 (新聞工作者)
羅振邦（英語：Law Chen Pang Bond，1968年9月10日—），香港新聞工作者，曾任亞洲電視新聞部主播兼副採訪主任，及鳳凰香港台新聞主播。中學時就讀於衛理中學，1990年畢業於香港浸會大學傳理學院新聞系，現任香港零售管理協會執行總監。

## 生平
羅振邦大學畢業後曾任職《東方日報》，1994年加入亞視新聞。2000年曾轉往無綫電視新聞及公共事務部任職記者並主持節目《新聞透視》，但3年後離職、重返亞視新聞。2007年梁家榮入主亞洲電視新聞部後，羅振邦更一度成為《六點鐘新聞》的另外唯一主播；後來因馮兆寧被解僱，2009年起與胡天衡及嚴劍豪輪流擔任《六點鐘新聞》的男主播一職，而主要的女主播配搭為洪綺敏。2011年2月，離開亞視新聞；同年3月28日加盟凤凰卫视香港台，担任採訪主任（至2014年6月止）及副總監兼值班總監（至2014年12月止）。